# Verband der Beamten und Beschäftigten der Bundeswehr
Der Verband der Beamten und Beschäftigten der Bundeswehr e. V. (VBB) im Deutschen Beamtenbund (dbb) ist eine deutsche Gewerkschaft, die sich mit den Belangen der Zivilbeschäftigten der Bundeswehr befasst.

## Sitz des Verbandes
Der VBB hat seinen Sitz in Bonn. Vorsitzende des Verbandes ist Imke von Bornstaedt-Küpper.

## Gliederung
In Anlehnung an die dienstliche Organisation gliedert sich der VBB in neun Bereiche beziehungsweise Landesverbände und rund 200 Standortgruppen im Bundesgebiet und im Ausland:
- Bereich I: Schleswig-Holstein/Hamburg/Mecklenburg-Vorpommern (Bereichsvorsitzender: Simone Rahn)
- Bereich II: Niedersachsen/Bremen (Bereichsvorsitzender: Karl Nowotny)
- Bereich III: Nordrhein-Westfalen (Bereichsvorsitzender: Michael Meister)
- Bereich IV: Hessen/Rheinland-Pfalz/Saarland (Bereichsvorsitzender: Rainer Schönhofen)
- Landesverband V: Baden-Württemberg (Landesvorsitzende: Karin Voit)
- Landesverband VI: Bayern (Landesvorsitzender: Lothar Breunig)
- Bereich VII: Berlin/Brandenburg/Sachsen-Anhalt/Freistaaten Sachsen und Thüringen (Bereichsvorsitzende: Steffen Espig)
- Bereich VIII: Bundesministerium der Verteidigung (Bereichsvorsitzender: Daniel Klein)
- Bereich IX: Bundesamt für Ausrüstung, Informationstechnik und Nutzung der Bundeswehr (BAAINBw)

## Aufgaben
Die wichtigsten Aufgaben des Verbandes liegen im Bereich der mit der Modernisierung und Umstrukturierung der Bundeswehrverwaltung zusammenhängenden Fragen. Dabei sind im Rahmen der Besonderheiten jedes Verwaltungsbereichs folgende Punkte zu berücksichtigten:
- Definition und Fortschreibung der Kernaufgaben
- Regelmäßige Aufgabenkritik unter Einbeziehung der Verwaltungsteile der Streitkräfte
- Entwicklung und ständige Anpassung von Aufgabenkatalogen aufgrund neuer Gesetze, Verordnungen und Verwaltungsvorschriften
- Überprüfung von Zuständigkeiten und weiterer Abschichtung von Aufgaben
- Koordinierung bereits eingeleiteter Rationalisierungsmaßnahmen
- Trennung zwischen strategischen und operativen Aufgaben
- Vorrang von interner Optimierung und Modernisierung vor Privatisierungsinitiativen
- Stärkung der Eigenverantwortlichkeit von Verwaltungseinheiten und von Mitarbeitern durch Zusammenführung von Fach- und Ressourcenverantwortung
- Beschleunigung von Verwaltungsverfahren, Vermeidung von Reibungsverlusten und Doppelarbeit
- Vereinfachung und Reduzierung von Verwaltungsvorschriften, von Melde- und Bereichspflichten
- Entwicklung von Leistungsanreizsystemen in Verbindung mit besserer Ressourcennutzung
- Entwicklung von Indikatoren und Standards für Leistungsmessung und Ergebniskontrolle
- Einführung von Budgets in einzelnen Bereichen
- Verstärkte Nutzung der Informations-Technik
- Berufliche Perspektiven, Sicherstellung der künftigen Aufgabenadäquaten Personal- und Sachausstattung und eine ausreichende Nachwuchsgewinnung

## Geschichte
Der Bund der Beamten der Deutschen Bundeswehr im Deutschen Beamtenbund wurde 1956 gegründet. Dieser schloss sich mit dem Verband der Beamten der Deutschen Wehrverwaltung zum Verband der Beamten der Bundeswehr zusammen.
Satzungsgemäßer Zweck des 1960 gegründeten VBB ist die berufsständische Vertretung und die der berufspolitischen, rechtlichen und sozialen Belange seiner Mitglieder. Er tritt für ein modernes und leistungsorientiertes Berufsbeamtentum auf der Grundlage unserer Verfassung ein.
Der VBB ist die mitgliederstärkste Berufsorganisation der in der Bundeswehr tätigen Beamten. Er stellt im Hauptpersonalrat sechs von acht Mitgliedern der Beamtengruppe und in den Bezirkspersonalräten zurzeit 85 Prozent der Mitglieder der Beamtengruppen.
Auf dem 15. Bundesvertretertag 2014 ist die Öffnung des VBB für die Arbeitnehmer der Bundeswehr beschlossen worden. Aus diesem Grund sind Verhandlungen mit dem Verband der Arbeitnehmer der Bundeswehr (VAB) zu einer möglichen Fusion geführt worden. Diese sind 2018 ohne Einigung beendet worden. Auf dem 16. Bundesvertretertag 2019 wurde daraufhin eine Umbenennung in den heutigen Namen beschlossen.

## Organe des Verbandes
Sein oberstes Organ ist der Bundesvertretertag; er tritt im Zeitraum von jeweils fünf Jahren zusammen und bestimmt die Richtlinien für die Verbandspolitik. Dem Bundesvorstand gehören 36 Kollegen an; die Bundesleitung, von der die laufenden Geschäfte des Verbandes geführt werden, besteht aus sechs stimmberechtigten und zwei kooptierten Mitgliedern. Die Organe des Verbandes sind ständige Gesprächspartner des Bundesministeriums der Verteidigung, seiner Behörden und Dienststellen, der anderen Bundesministerien und der für ihre Arbeit wichtigen Ausschüsse des Parlaments.

## Vorsitzende
- 1960–1964 Georg Kreuzer
- 1964–1967 Heinrich Frahm
- 1967–1973 Georg Kreuzer
- 1973–1993 Lothar Beer
- 1993–2006 Thorolf Schulte
- 2006–2019 Wolfram Kamm
- 2019–2021 Hans Liesenhoff
- seit 2021 Imke von Bornstaedt-Küpper